# 波若勒塔鄉

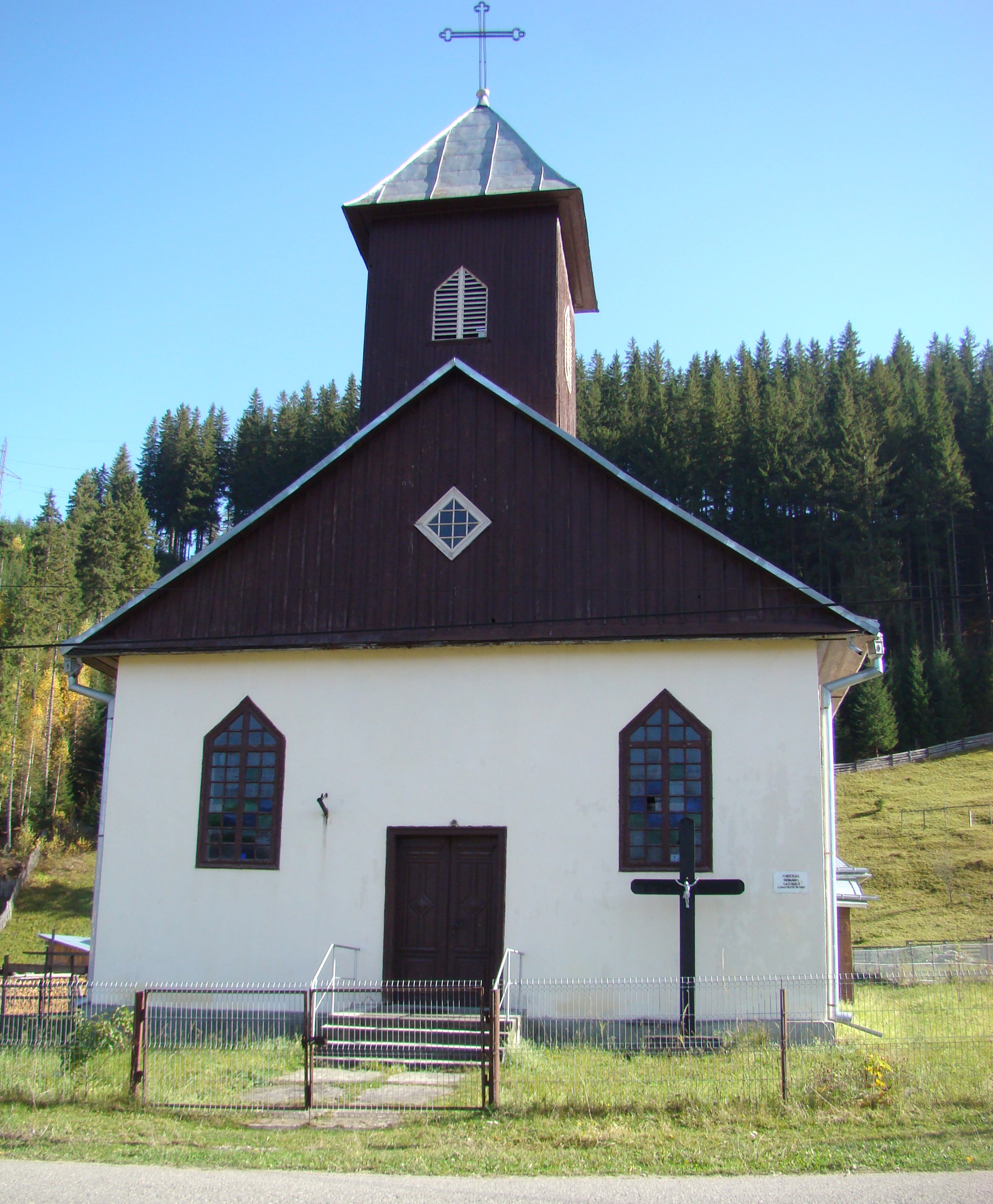

47°31′N 25°27′E / 47.517°N 25.450°E
波若勒塔鄉（羅馬尼亞語：Comuna Pojorâta, Suceava），是羅馬尼亞的鄉份，位於該國東北部，由蘇恰瓦縣負責管轄，面積138平方公里，海拔高度726米，2002年人口3,103，人口密度每平方公里23人。